# Petite rivière Sainte-Anne (La Haute-Gaspésie)
Pour les articles homonymes, voir Rivière Sainte-Anne.
La Petite Rivière Sainte-Anne est un affluent du littoral sud du fleuve Saint-Laurent. Elle se déverse dans la municipalité de Sainte-Anne-des-Monts, dans la municipalité régionale de comté (MRC) de La Haute-Gaspésie, dans la région administrative de Gaspésie-Îles-de-la-Madeleine, au Québec, au Canada.

## Géographie
La Petite Rivière Sainte-Anne prend sa source au lac Saint-Ignace (longueur : 0,6 km ; altitude : 275 m) lequel chevauche le Canton de Tourelle et le canton de Cap-Chat, dans les monts Chic-Chocs. Cette rivière coule dans une petite vallée étroite des monts Chic-Chocs qui font partie des Monts Notre-Dame.
Le lac Saint-Ignace est un lac enclavé de montagnes. Il est situé sur le versant nord de la ligne de partage des eaux avec le sous-bassin versant du ruisseau Cap-Seize, lequel coule vers le sud pour se déverser dans la rivière Sainte-Anne.
L'embouchure du lac est situé à 13,3 km au sud du littoral sud de l'estuaire maritime du Saint-Laurent et à 1,8 km à l'est de la route 299.
La petite Rivière Sainte-Anne coule vers le nord en traversant le Parc national de la Gaspésie. Dans son cours vers le nord, la Petite Rivière Sainte-Anne traverse les cantons de Lemieux, de Lesseps, de la Potardière, de Courcelette et de Cap-Chat. En fin de cours, la rivière traverse vers le nord la municipalité de Sainte-Anne-des-Monts.
À partir de l'embouchure du lac Saint-Ignace, la petite Rivière Sainte-Anne coule sur 17,5 km répartis selon les segments suivants :
- 0,5 km vers le nord-ouest dans le canton de Tourelle, en parallèle à la ligne de démarcation du canton de Cap-Chat, jusqu'à la limite de ce dernier canton ;
- 1,7 km vers l'ouest dans le canton de Cap-Chat, jusqu'à la confluence de la décharge (venant du sud) du lac Neuf et du lac du Fronteau du Neuf, situés dans le hameau Cap-Seize ;
- 3,4 km vers le nord dans le canton de Cap-Chat, en recueillant les eaux d'un ruisseau (venant de l'est), jusqu'à la limite du canton de Tourelle ;
- 2,1 km vers le nord dans le canton de Tourelle, jusqu'à la confluence du ruisseau des Peupliers (venant de l'est) ;
- 2,2 km vers le nord, jusqu'à la confluence du ruisseau Levasseur (venant du sud-ouest) ;
- 1,8 km vers le nord-ouest, jusqu'à la limite de la municipalité de Sainte-Anne-des-Monts ;
- 5,1 km vers le nord-ouest, jusqu'à la limite du canton de Tourelle ;
- 0,4 km vers le nord dans le canton de Tourelle, jusqu'à la route 132 ;
- 0,3 km vers le nord, en traversant sous le pont de la 1re avenue est, jusqu'à sa confluence.

La petite Rivière Sainte-Anne se déverse sur le littoral sud du golfe du Saint-Laurent dans la partie est du village de Sainte-Anne-des-Monts dans l'anse de Sainte-Anne-des-Monts. Cette confluence est située à 2,0 km à l'est de la confluence de la rivière Sainte-Anne.

## Toponymie
Le toponyme Petite rivière Saint-Anne a été officialisé le 5 décembre 1968 à la Commission de toponymie du Québec.